# Cerinea (Creta)
Cerinea (en grec: Κερύνεια; en turc: Girne), és una ciutat del litoral septentrional de Xipre, destacada per la seua badia històrica i castell. Internacionalment reconeguda com a part de la República de Xipre, Cerinea està ocupada pels turcs des de la invasió del 1974. Antigament l'habitaven sobretot grecs xipriotes, i ara la seua població és sobretot turcoxipriota i de colons vinguts de Turquia.
Els seus sis mil anys d'antiguitat són la suma de moltes civilitzacions. La seua situació, envoltada al nord pel mar i al sud per les Muntanyes Cerinea, ofereix un imponent escenari. La part antiga disposa d'un petit port, al costat d'un vell castell de l'època dels croats. La població de la ciutat el 1960 era de grecoxipriotes: 2.373; turcxipriotes: 696; maronites i armenis: 34; altres: 390.

## Història

### Antiguitat
En una llista de topònims presents al Temple de Medinet Habu, d'Egipte, datat del regnat del faraó Ramsés III, hi ha el nom "Celena" (Kelena), que alguns estudiosos consideren una menció precoç de Cerinea, tot i que aquesta teoria a hores d'ara està desacreditada. Arqueològicament, els pobles de la rodalia de la ciutat tenen restes que remunten al Neolític i a la civilització micènica, tot i que el lloc en si tinga traces no més antigues que de l'estil geomètric. D'acord amb la mitologia grega, Cefeu, un grec originari de Tègea, a l'Arcàdia, hauria fundat Cerinea.
La primera menció a la ciutat clàssica apareix en l'obra de Pseudo-Escílax de mitjans del segle IV abans de la nostra era. Hi conjectura que Temisó, el rei xipriota a qui Aristòtil havia dedicat Protèptic, era rei de Cerinea, i que hi degué regnat durant la segona meitat del segle IV ae. Possiblement fou l'últim dinasta que Ptolemeu I va arrestar el 312 ae, època de la conquesta de Xipre, sota sospita d'estar aliat amb Antígon Monoftalm. La seua procedència (Κερυνίτες) apareix en una inscripció del temps de Ptolemeu III (segle III ae) trobada a Kafizin i el seu nom és esmentat en la llista de teodòrocos de Delfos del segle II ae, així com en l'obra de Diodor de Sicília (segle I ae), Claudi Ptolemeu (segle I ae), Plini el Vell (segle I i de Pompeu de Meles.
Cap element arquitectònic de l'època arcaica i clàssica s'ha preservat in situ. Malgrat això, se sap per unes inscripcions sobrevivents que hi havia santuaris dedicats a Afrodita i Apol·lo, i un gimnàs. Al llarg de les excavacions realitzades s'hi va descobrir una sèrie de estatuetes calcàries i de terracota que remunten als períodes arcaic i hel·lenístic, així com túmuls. El 1965, Andreas Kariolou va descobrir una nau naufragada a prop del port de Cerinea que sembla que hauria començat a operar en el comerç local ca. el 389 abans de la nostra era (±44) i hauria naufragat ca. el 288 ae. Actualment es troba en el Museu del Naufragi del Castell de Cerinea.
Els romans van succeir a la dinastia ptolemaica com a governants de Xipre i, durant aquest període, Làpit va passar a ser el centre administratiu del districte. Durant l'Imperi Romà, segons una inscripció datada del regnat de l'emperador Claudi (r. 41–54), se sap que Cerinea era abastida amb aigua transportada per un aqüeducte oriünd d'una font de Limnal. Una altra inscripció, trobada en la base d'una estàtua i datada del 13-37, es refereix al "demos dels cirenis", o siga, habitants de la ciutat. Se sap també que els romans construïren un castell amb un mur marítim per a protegir les naus atracades.
La cristiandat va trobar-hi un lloc propici per a establir-se. Els primers cristians van emprar les velles pedreres de Crisócava com a catacumbes, a l'est del castell. Aviat algunes d'aquestes cavernes esdevingueren esglésies amb una bella iconografia, com ara la d'Agia Mavri. Des d'aquests temps ja remots, Cerinea fou una seu episcopal. Un dels primers bisbes, Teòdot, fou arrestat entre els 307 i 324, sota el regnat de Licini I. Tot i que la persecució als cristians oficialment acabàs el 313, quan Constantí I el Gran i Licini van emetre l'Edicte de Milà que imposava la tolerància als cristians en l'imperi i autoritzava la llibertat religiosa, el martiri de Teòdot i la persecució només acabarien el 324, esdeveniment que l'Església anualment commemora el 2 de març.

### Edat mitjana

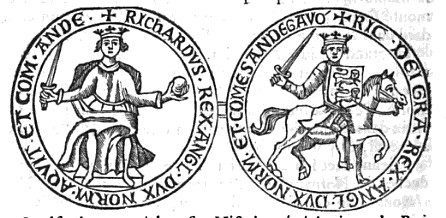
Rei Ricard Cor de Lleó

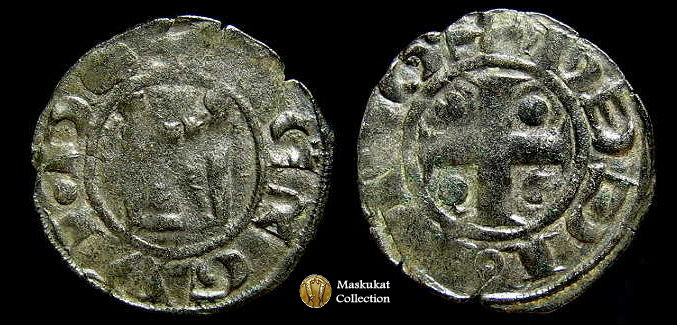
Moneda de Guiu de Lusignan

Amb la divisió de l'Imperi Romà en Imperi romà de l'Orient i Imperi romà de l'Occident, el 395, Xipre passà sota el domini dels emperadors romans d'Orient i l'Església ortodoxa grega. Aquests emperadors fortificaren el castell romà de Cerinea. Al segle x, van construir a la rodalia una església dedicada a sant Jordi que va utilitzar com a capella l'exèrcit. Quan el 806 Lambusa fou destruïda pels àrabs del Califat abbàssida, Cerinea va augmentar d'importància pel castell i la seua guarnició, que oferien protecció i seguretat als habitants. Tan segur era el castell de Cerinea que es creu que Isaac Comné de Xipre, el darrer governador romà d'Orient de l'illa, hi va enviar la seua família i tresors quan s'enfrontà amb el rei Ricard Cor de Lleó el 1191. Comné fou derrotat i Ricard va passar a ser el nou senyor de l'illa.
Ricard Cor de Lleó no anà a Xipre, i inicialment va vendre l'illa als Templers i, el 1192, a Guiu de Lusignan. Sota domini franc, les viles del districte de Cerinea es van transformar en estats feudals i la ciutat va passar a ser, de nou, el centre administratiu i comercial de l'àrea. El castell fou ampliat, la ciutat s'envoltà d'un mur defensiu i el port també s'amplià. Els castells romans d'Orient de Sant Hilari, Vufavento i Cerinea també es tornaren a fortificar. Així, els quatre castells van constituir un sistema defensiu que protegia la ciutat dels atacs per mar o terra. El castell de Cerinea tingué un paper importantíssim en les disputes entre francs i en els conflictes amb els genovesos.
El 1489, Xipre passa al domini de la República de Venècia i el castell de Cerinea fou modificat per a fer front a la nova amenaça que constituïa el major poder dels canons de pólvora. Les estances reials i tres de les quatre torres franques foren enderrocades i substituïdes per torres circulars més amples que podien resistir millor als canons. Tanmateix, aquestes torres no hi foren prou. El 1571, la ciutat fou ocupada per l'exèrcit otomà.

### Imperi otomà

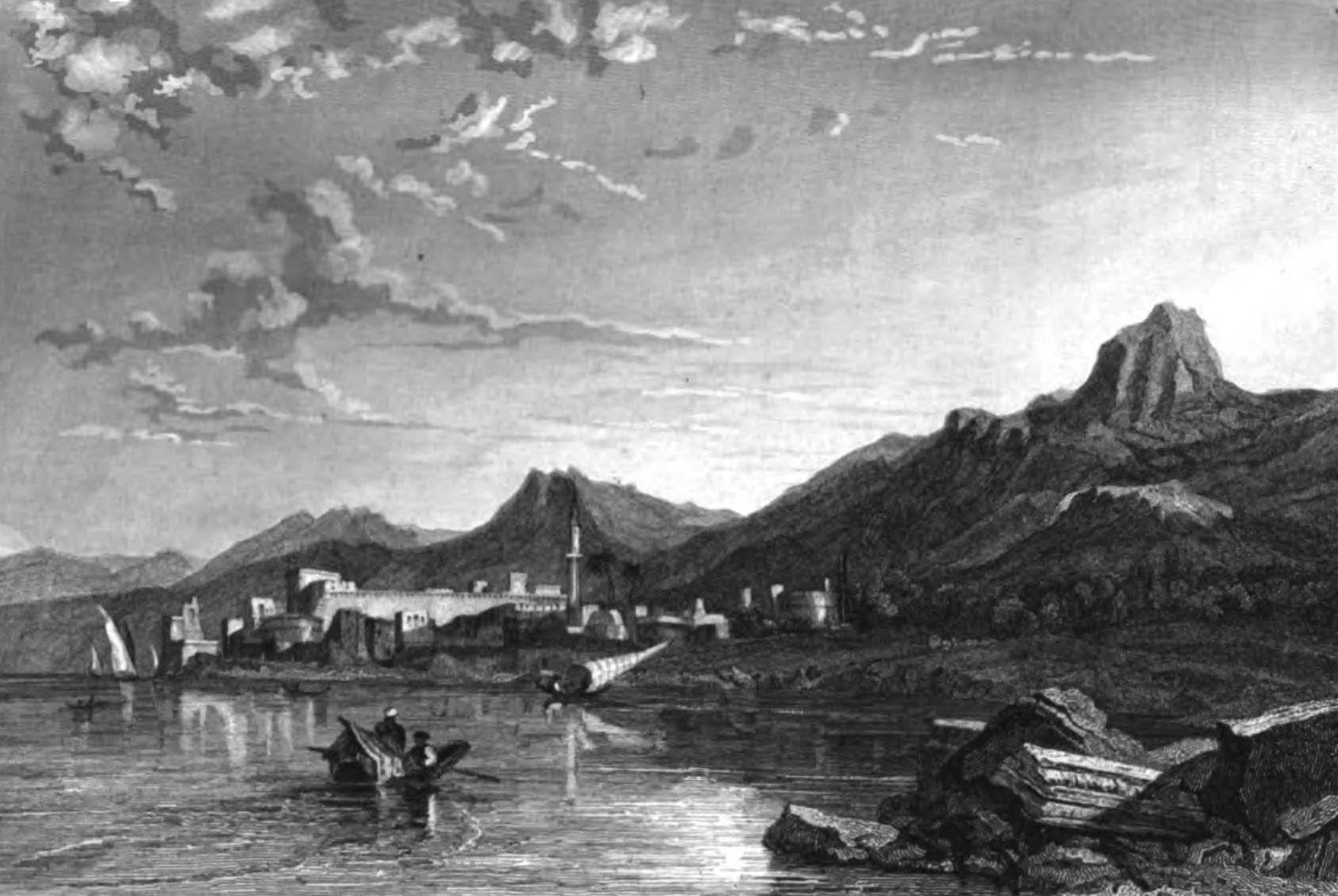
Il·lustració de Cerinea el 1837

Sota domini otomà, el districte de Cerinea fou el primer dels quatre districtes administratius (aviat van passar a ser-ne sis). L'economia de la ciutat declinà i es transformà en una guarnició militar. La població cristiana fou expulsada de la ciutat fortificada. Els artillers del castell terroritzaven els habitants de les viles properes, tant musulmans com cristians, amb saqueigs i crims. Els pocs que es van atrevir a romandre-hi eren mercaders i pescadors. Aquests construïren les seues cases fora murs. La resta es va traslladar per a l'àrea coneguda com a Pano Cerinea o "Riàtic", o van fugir a les viles muntanyoses de Térmia, Caracumi, Cazafani, Belapais i Carmi.
La ciutat ressorgiria novament quan el comerç marítim amb Àsia Menor i les illes de la mar Egea fou autoritzat, tot i que subjecte a suborns als oficials turcs. El 1783, l'església de Crisopolitissa fou renovada. El 1856, seguint Hatt-l-Humayum, que va introduir reformes socials i polítiques, i la llibertat religiosa en algunes regions de l'Imperi otomà, l'església de l'Arcàngel Miquel fou reconstruïda en una muntanya amb vista a la mar. En aquesta època, els habitants cristians de les viles llunyanes es van establir a la ciutat. L'agricultura local i el comerç marítim van permetre als habitants de Cerinea educar els fills i dedicar-se a altres activitats culturals. Segons el cens del 1831, el 52% de la població de la ciutat era musulmana.

### Imperi britànic

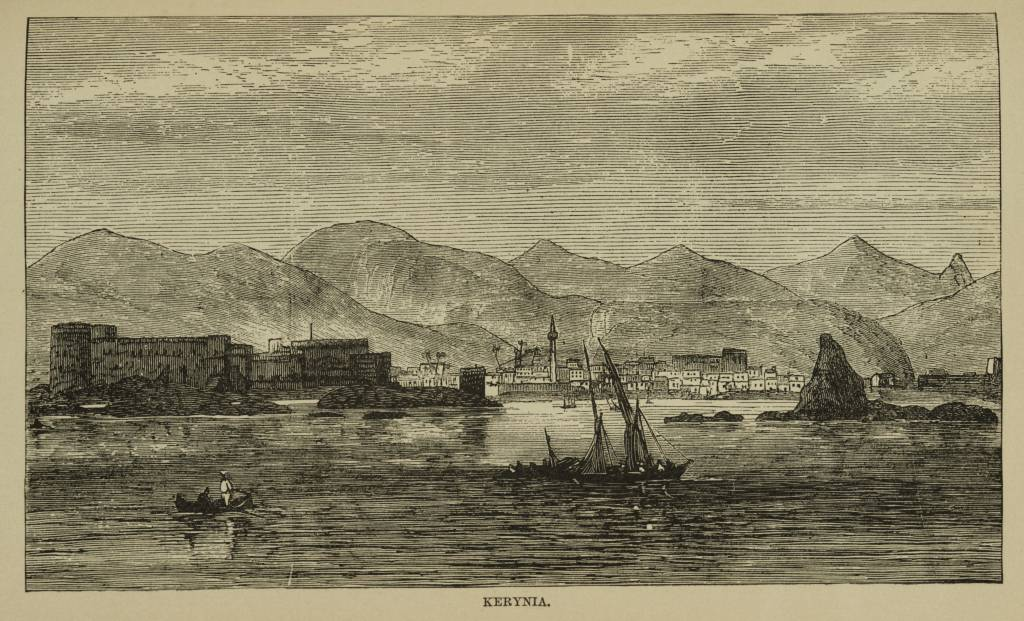
Il·lustració de Cerinea el 1878

El 1878, seguint un acord secret entre els governs britànic i otomà, l'illa va ser cedida a Gran Bretanya com a base militar a la Mediterrània Oriental. Inicialment la Gran Bretanya no hi va fer grans canvis administratius, i Cerinea es va mantenir com a capital del districte. Es va construir un camí pel pas muntanyós per a comunicar la ciutat amb Nicòsia, el port va ser reparat i el comerç amb l'Imperi otomà es va expandir. El consell municipal va tenir un paper important en l'arranjament i modernització de la ciutat. El 1893, s'hi va construir un hospital amb contribucions privades.
En la primera dècada del segle xx, Cerinea era una petita ciutat. Moltes cases es van convertir en pensions, i al 1906 se'n va construir el primer hotel. Els primers anys del govern britànic colonial foren econòmicament duros. Els alts imposts i la Gran Depressió mundial foren factors que originaren un èxode en massa tant de la ciutat com del districte, al principi cap a Egipte, i després cap a Estats Units.
El 1922, la seu episcopal de Cerinea fou novament resituada a la ciutat amb la construcció d'un edifici metropolità. El mateix any, la Guerra greco-turca va impedir el comerç amb la costa oposada, i hi causà una seriosa depressió. En el seu auxili vingué un jove repatriat dels Estats Units, que va construir el primer hotel modern, el "Seaview", el 1922 i el "Dome" el 1932, tenint en compte una clientela internacional. El clima agradable de Cerinea, el port, els molts jaciments arqueològics, la combinació de muntanyes, mar i vegetació va atraure molts viatgers i permeté el ressorgiment de l'economia. Després de la Segona Guerra Mundial, s'hi construïren més hotels i la ciutat esdevingué un lloc de vacances per als habitants de Nicòsia i per als estrangers. A les antigues comunitats s'hi ajuntà una de nova, la britànica.

### 1960-present

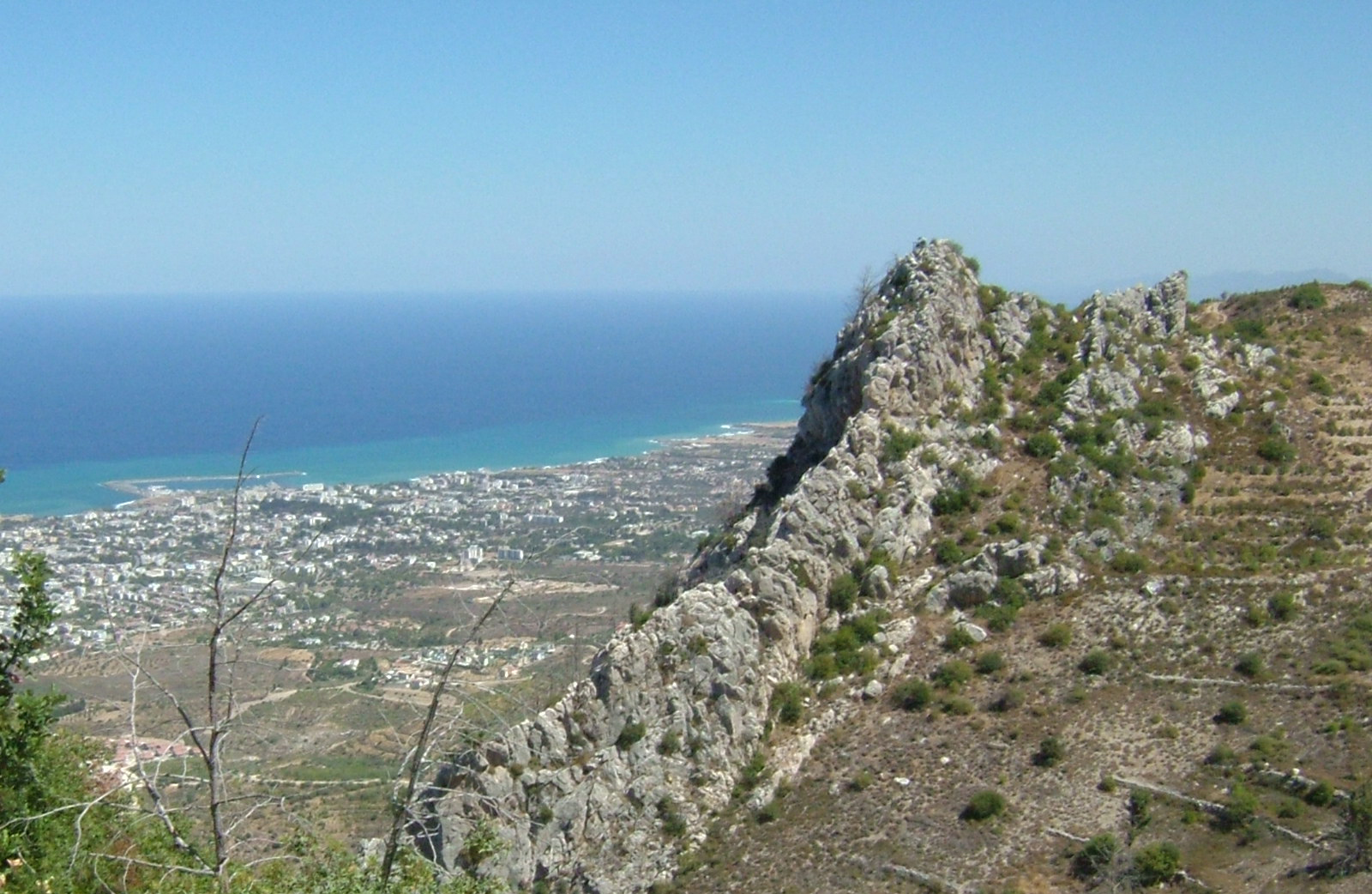
Cerinea vista des de la muntanya de Sant Hilari

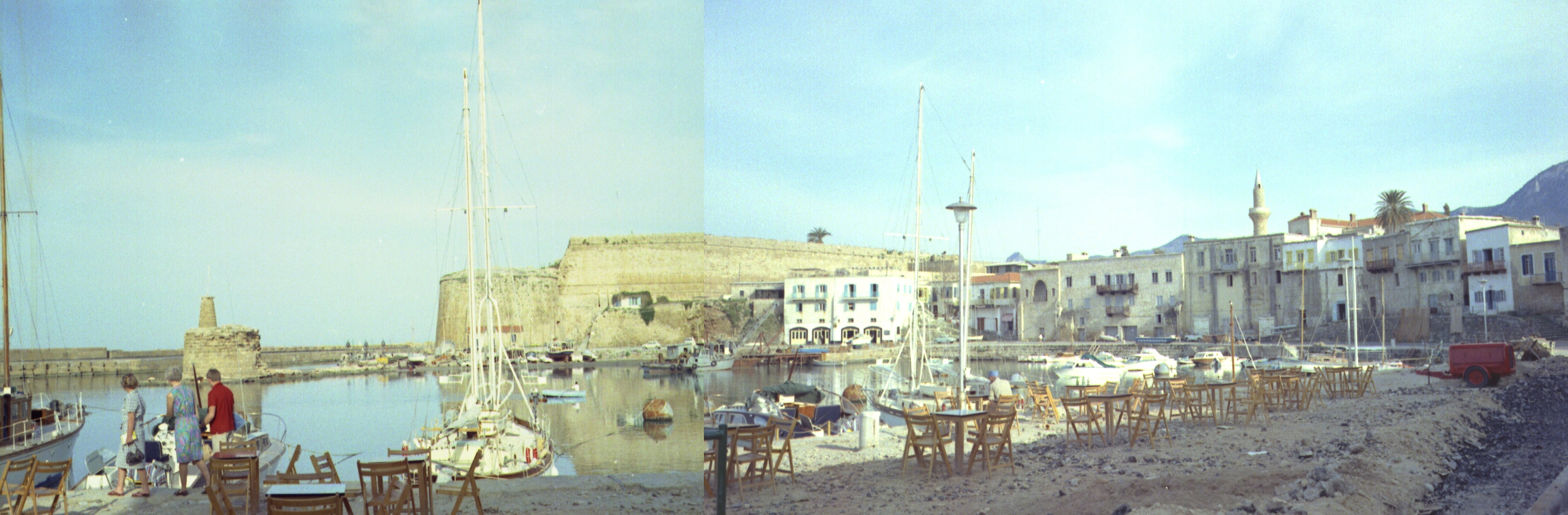
Port de Cerinea el 1967

El 1960, Xipre va aconseguir la independència. La prosperitat de Cerinea fou deguda al conflicte intercomunal del 1963 i 1964 entre les poblacions turca i grega. Tot i haver estat lleus els enfrontaments a Cerinea, els turcoxipriotes bloquejaren la ruta Cirènia-Nicòsia i ocuparen el Castell de Sant Hilari. Malgrat les dificultats, la dècada dels 1960 i començament de la dels 1970 foren un període de gran activitat cultural i econòmica. S'hi construí un nou edifici municipal i es creà el Museu del Folklore. L'antic conflicte es va revifar de manera permanent, al castell. El nombre d'hotels es multiplicà i s'hi construí una nova carretera a començament de la dècada dels 1970, entre Cerinea i Nicòsia.
Les comunitats de la ciutat, grega, turca, maronita, armènia, llatina i britànica coexistien pacíficament. La ciutat havia crescut a més a més dels seus dos històrics barris. Es va expandir cap als estreps de les muntanyes per a formar el nou barri de "Califòrnia", i cap a l'est ja hi havia arribat a la rodalia de Tèrmia, Caracumi i Agios Georgios. El 20 de juliol del 1974 (Operació Àtila), tot això fou abruptament interromput quan Turquia va envair l'illa. Els habitants grecoxipriotes de Cerinea van haver d'abandonar les seues cases. En desembarcar a l'illa, l'Exèrcit Turc inicialment arrestà els que romanien enrere de l'hotel "Dome" i els va expulsar juntament amb els grecoxipriotes.
El 1974, hi havia 47 pobles al districte de Cirènia: la població grecoxipriota i maronita n'era a prop de 83,12% del total i la turcoxipriota el 15,34%. Amb la invasió turca (Operació Àtila) i l'expulsió dels grecoxipriotes, només alguns centenars de maronites van romandre a la zona. Moltes cases, esglésies, cementeris i edificis públics foren saquejats i destruïts.